# Milan Knobloch

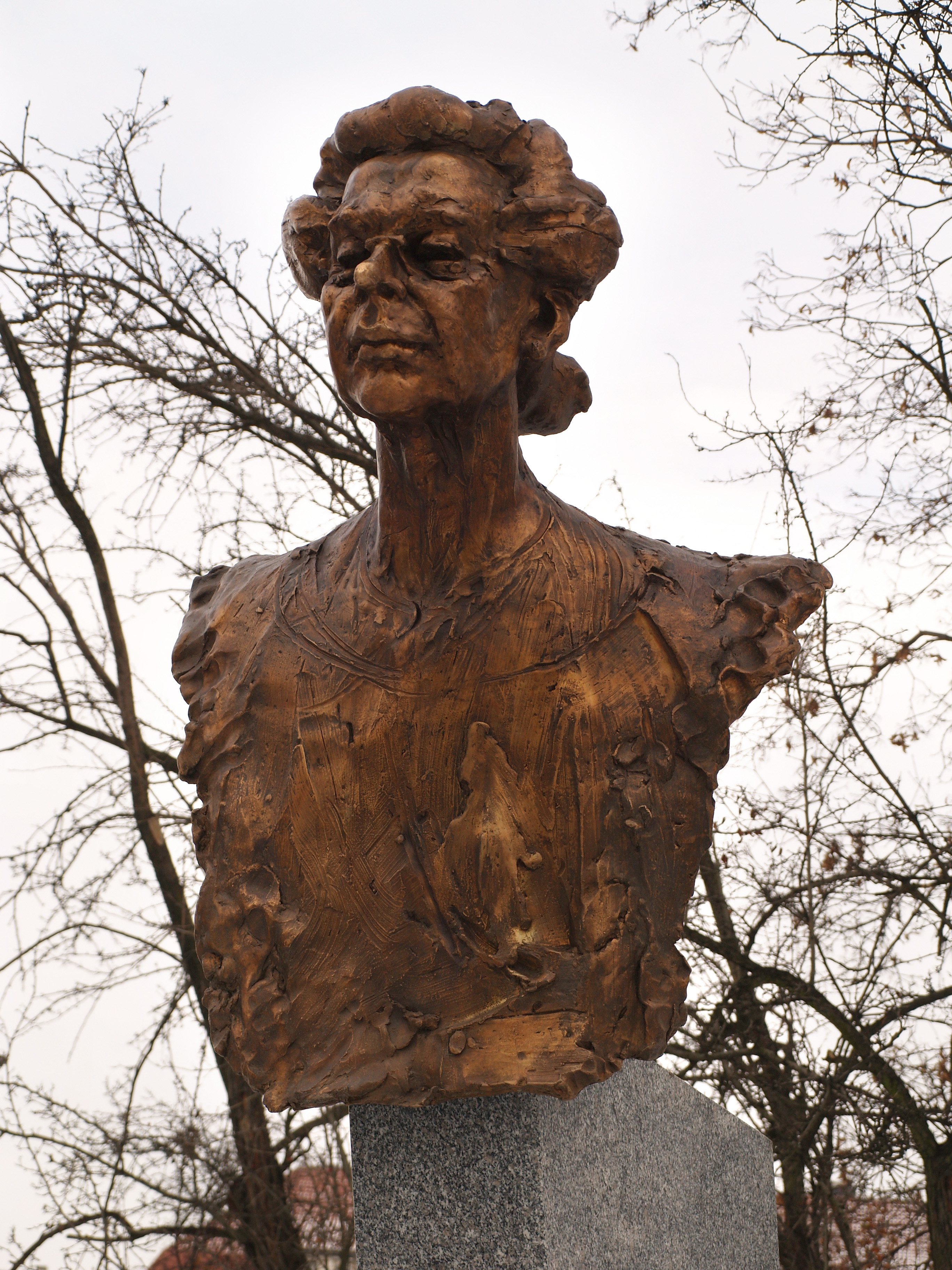
Büste Milada Horákovás im Prager Stadtteil Pankrác
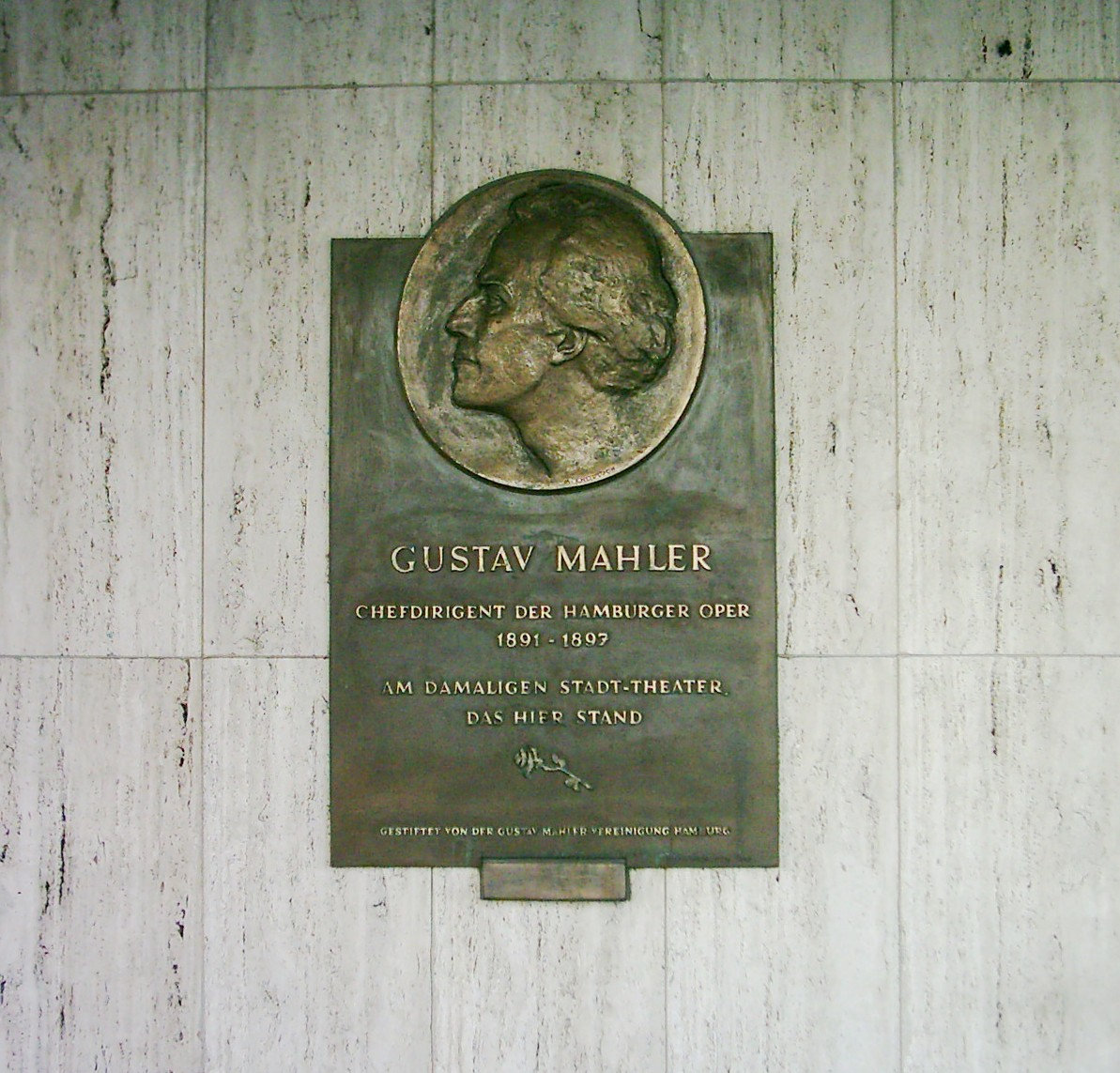
Gedenktafel Gustav Mahlers im Foyer der Hamburgischen Staatsoper

Milan Knobloch (* 10. August 1921 in Prag; † 29. März 2020) war ein tschechischer Bildhauer und Medailleur.

## Leben und Werk
Knobloch studierte in Prag bei Jan Lauda und Otakar Španiel Medaillenkunst. Sein Werk besteht insbesondere aus Porträts, die häufig anlassbezogen geschaffen wurden. Beispiel hierfür ist die Medaille zur Amtseinführung von Präsident Václav Havel im Februar 1993 oder die Büste Johannes Brahms anlässlich dessen Aufnahme in der Walhalla 2000. Von ihm stammen auch die Entwürfe von drei tschechoslowakischen Gedenkmünzen, die 1968, 1974 und 1981 geprägt wurden.

## Medaillenverzeichnis
- 1989 Ernst Hermann Lanz (Bad Hall 1945–1989 Graz), Numismatiker, Bronze, 42 mm, auf seinen Tod nach einem Gewaltverbrechen
- 1964 William Shakespeare Bronze, 75,6 mm, auf die 400-Jahr-Feier seiner Geburt